# Krzysztof Rómmel
Krzysztof Jan Rómmel (ur. 17 marca 1948 w Kurytybie, zm. 3 grudnia 2017 w Stefanowie) – polski urzędnik, dyplomata. Od 1991 do 1992 ambasador RP w Wenezueli.

## Życiorys
Krzysztof Rómmel był synem Waldemara i Adeli. Ukończył studia na Wydziale Historycznym Uniwersytetu Warszawskiego. W 1990 uzyskał stopień doktora nauk humanistycznych w dyscyplinie nauk o polityce na podstawie pracy Rola państwa w kształtowaniu świadomości narodowej w Meksyku w epoce Porfirio Diaza (1876–1911), napisanej pod kierunkiem Wiesława Dobrzyckiego. Pracował naukowo na UW.
Był głównym specjalistą w Ministerstwie Łączności, prokonsulem w ambasadzie Wielkiej Brytanii w Warszawie w latach 1987–1991. Od 2 września 1991 do 1 sierpnia 1992 pełnił funkcję ambasadora RP w Wenezueli. Następnie był dyrektorem sejmowego Biura Spraw Międzynarodowych.
Zmarł 3 grudnia 2017. Pochowany został na cmentarzu komunalnym w Antoninowie.

## Publikacje
- Krzysztof Rómmel, Waldemar Rómmel, Pozostałości kolonializmu w Ameryce Łacińskiej, Warszawa: Wydawnictwo Ministerstwa Obrony Narodowej, 1978, OCLC 69294269.
- Krzysztof Rómmel, Rola państwa w kształtowaniu świadomości narodowej w Meksyku w epoce Porfirio Diaza (1876–1911), Warsaw: 1989.